# Tephrosia spechtii
Tephrosia spechtii là một loài thực vật có hoa trong họ Đậu. Loài này được Pedley miêu tả khoa học đầu tiên. Loài này được tìm thấy ở Châu Úc và hiện tại chưa tìm thấy tại các châu khác. 